# 1900 w muzyce

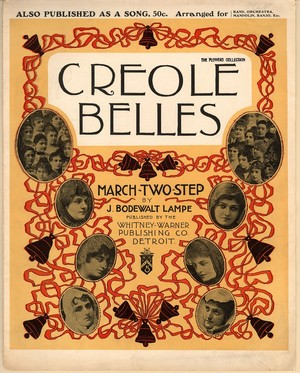
Plakat z 1900 roku

Wydarzenia muzyczne w 1900 roku.

## Wydarzenia
- 14 stycznia – premiera opery Tosca Giacomo Pucciniego w Rzymie (aktorzy otrzymali anonimowe listy grożące śmiercią)

## Urodzili się
- 1 stycznia – Xavier Cugat, kubański dyrygent i kierownik orkiestr rozrywkowych (zm. 1990)
- 13 stycznia – Yasuji Kiyose, japoński kompozytor (zm. 1981)
- 22 stycznia – Franz Salmhofer, austriacki kompozytor, dyrygent i klarnecista (zm. 1975)
- 30 stycznia – Izaak Dunajewski, rosyjski kompozytor i dyrygent żydowskiego pochodzenia (zm. 1955)
- 5 lutego – Władysława Markiewiczówna, polska pianistka, kompozytorka i pedagog (zm. 1982)
- 8 lutego – Lonnie Johnson, bluesman i gitarzysta amerykański (zm. 1970)
- 13 lutego – Wingy Manone, amerykański muzyk jazzowy (zm. 1982)
- 18 lutego – Nikołaj Anosow, rosyjski kompozytor, pedagog i dyrygent (zm. 1962)
- 22 lutego – Evald Aaw, estoński kompozytor i dyrygent chórów (zm. 1939)
- 2 marca – Kurt Weill, niemiecki kompozytor (zm. 1950)
- 6 marca – Gina Cigna, francuska śpiewaczka pochodzenia włoskiego (sopran) (zm. 2001)
- 10 marca
  - Peter DeRose, amerykański kompozytor (zm. 1953)
  - Bolesław Tyllia, polski dyrygent (zm. 1940)
- 15 marca – Colin McPhee, amerykański kompozytor i muzykolog (zm. 1964)
- 20 marca – Lidia Nartowska, polska działaczka społeczna i kultury, choreografka (zm. 1967)
- 21 marca – Paweł Klecki, polsko-szwajcarski dyrygent i kompozytor żydowskiego pochodzenia (zm. 1973)
- 2 kwietnia – Heinrich Besseler – niemiecki muzykolog (zm. 1969)
- 14 kwietnia – Salvatore Baccaloni, włoski śpiewak operowy (bas) (zm. 1969)
- 17 kwietnia – Willy Burkhard, szwajcarski kompozytor (zm. 1955)
- 20 kwietnia – Fred Raymond, austriacki twórca piosenek i kompozytor operetkowy (zm. 1954)
- 23 kwietnia – Henry Barraud, francuski kompozytor (zm. 1997)
- 7 maja – Tola Mankiewiczówna, polska aktorka, piosenkarka i śpiewaczka operowa (sopran liryczny) (zm. 1985)
- 28 maja – Tommy Ladnier, amerykański trębacz jazzowy (zm. 1939)
- 15 czerwca
  - Otto Luening, amerykański kompozytor, dyrygent i pedagog (zm. 1996)
  - Paul Mares, amerykański trębacz jazzowy (zm. 1949)
- 17 czerwca
  - Adolf Billig, polski skrzypek, pedagog, doktor filozofii, recenzent muzyczny (zm. 1944)
  - Hermann Reutter, niemiecki kompozytor (zm. 1985)
- 22 czerwca – Jennie Tourel, amerykańska śpiewaczka operowa pochodzenia rosyjskiego (mezzosopran) (zm. 1973)
- 24 czerwca – Gene Austin, amerykański piosenkarz (zm. 1972)
- 8 lipca – George Antheil, amerykański kompozytor (zm. 1959)
- 12 lipca – Amadeo Roldán, kubański kompozytor, dyrygent i skrzypek (zm. 1939)
- 13 lipca – George Lewis, amerykański klarnecista jazzowy (zm. 1968)
- 29 lipca – Hans Schmidt-Isserstedt, niemiecki dyrygent (zm. 1973)
- 2 sierpnia – Helen Morgan, amerykańska piosenkarka i aktorka (zm. 1941)
- 6 sierpnia – Willie Brown, amerykański gitarzysta i wokalista bluesowy, przedstawiciel bluesa Delty (zm. 1952)
- 16 sierpnia – Zofia Fedyczkowska, polska śpiewaczka operowa (sopran) (zm. 1982)
- 20 sierpnia – Rita Montaner, kubańska piosenkarka (mezzosopranistka) i aktorka (zm. 1958)
- 22 sierpnia – Váša Příhoda, czeski skrzypek i pedagog (zm. 1960)
- 23 sierpnia – Ernst Křenek, austriacki kompozytor i publicysta pochodzenia czeskiego (zm. 1991)
- 29 sierpnia – Mihal Ciko, albański śpiewak operowy (baryton) (zm. 1986)
- 1 września – Kazimierz Wiłkomirski, polski wiolonczelista, kompozytor, dyrygent i pedagog (zm. 1995)
- 2 września – Uuno Klami, fiński kompozytor i pianista (zm. 1961)
- 3 września – Eduard van Beinum, holenderski dyrygent (zm. 1959)
- 7 września – Joan Cross, angielska śpiewaczka operowa (sopran) (zm. 1993)
- 9 września – Stanisław Drabik, polski tenor i reżyser operowy, pierwszy polski dyrektor Opery Wrocławskiej (zm. 1971)
- 22 września – Michelangelo Abbado, włoski skrzypek, dyrygent i pedagog (zm. 1979)
- 2 października – Konstantin Listow, radziecki kompozytor, autor pieśni, operetek oraz muzyki do filmów i spektakli; Ludowy Artysta RFSRR (zm. 1983)
- 14 października – Tadeusz Czudowski, polski dyrygent chórów, pedagog muzyczny (zm. 1944)
- 16 października – Roman Jasiński, polski pianista, publicysta muzyczny i pedagog (zm. 1987)
- 18 października – Olga Didur-Wiktorowa, polska śpiewaczka operowa (mezzosopran) (zm. 1963)
- 19 października – Erna Berger, niemiecka śpiewaczka operowa (sopran) (zm. 1990)
- 30 października – Rodolfo Halffter, hiszpański kompozytor (zm. 1987)
- 31 października – Mieczysław Münz, polsko-amerykański pianista (zm. 1976)
- 7 listopada – Efrem Kurtz, amerykański dyrygent pochodzenia rosyjskiego (zm. 1995)
- 14 listopada – Aaron Copland, amerykański kompozytor (zm. 1990)
- 18 listopada – Wanda Wermińska, polska śpiewaczka operowa (mezzosopran, sopran dramatyczny) (zm. 1988)
- 13 grudnia – Ionel Perlea, rumuński kompozytor i dyrygent (zm. 1970)
- 14 grudnia – Juan d’Arienzo, argentyński skrzypek i kompozytor, muzyk tanga argentyńskiego, aktor (zm. 1976)
- 19 grudnia – Dusolina Giannini, amerykańska śpiewaczka operowa pochodzenia włoskiego (sopran) (zm. 1986)
- 22 grudnia – Alan Bush, brytyjski kompozytor i dyrygent (zm. 1995)
- 25 grudnia – Gladys Swarthout, amerykańska śpiewaczka operowa (mezzosopran) i aktorka (zm. 1969)
- 26 grudnia
  - Szczepan Jankowski, polski kompozytor, organista, dyrygent (zm. 1990)
  - Mia Beyerl, austriacka śpiewaczka operowa (kontralt), pianistka, pedagog (zm. 1989)

## Zmarli
- 22 stycznia – David Edward Hughes, amerykański fizyk i wynalazca, muzyk i pedagog muzyczny pochodzenia brytyjskiego (ur. 1831)
- 11 lutego – Ksawera Deybel, polska śpiewaczka, członkini Koła Sprawy Bożej i uczennica Fryderyka Chopina; wieloletnia kochanka Adama Mickiewicza, któremu najprawdopodobniej urodziła co najmniej jedno dziecko (ur. 1818)
- 6 marca – Carl Bechstein, niemiecki przedsiębiorca, założyciel fabryki fortepianów i pianin (ur. 1826)
- 10 marca
  - Karl Doppler, austriacki kompozytor i flecista pochodzenia polsko-węgierskiego (ur. 1825)
  - Johann Peter Emilius Hartmann, duński kompozytor (ur. 1805)
- 19 marca – Charles-Louis Hanon, francuski pedagog i kompozytor (ur. 1819)
- 10 kwietnia – Adelina Murio-Celli d’Elpeux, polska śpiewaczka operowa, nauczycielka muzyki i kompozytorka (ur. 1844)
- 21 kwietnia – Heinrich Vogl, niemiecki śpiewak operowy (tenor) (ur. 1845)
- 13 maja – Hermann Levi, niemiecki dyrygent (ur. 1839)
- 21 maja – Gustav Graben-Hoffmann, niemiecki kompozytor, śpiewak, pedagog muzyczny (ur. 1820)
- 25 maja – Giuseppe Del Puente, włoski śpiewak operowy (baryton) (ur. 1841)
- 21 czerwca – Polibio Fumagalli, włoski kompozytor, pianista i organista (ur. 1830)
- 15 sierpnia – Gustav Flügel, niemiecki kompozytor (ur. 1812)
- 9 października – Heinrich von Herzogenberg, austriacki kompozytor i dyrygent (ur. 1843)
- 15 października – Zdeněk Fibich, czeski kompozytor (ur. 1850)
- 26 października – August Todt, niemiecki kompozytor i organista (ur. 1833)
- 7 listopada – Josef Schalk, austriacki pianista, dyrygent i pedagog (ur. 1857)
- 22 listopada – Arthur Sullivan, brytyjski kompozytor (ur. 1842)

## Opera
- 14 stycznia – prapremiera Toski Giacomo Pucciniego w Rzymie[1]
- 2 lutego – w Paryżu w „Opéra-Comique” odbyła się prapremiera opery Gustava Charpentiera – Louise[1]
- 3 listopada – w moskiewskim Teatrze Sołodownikowa miała miejsce prapremiera opery Bajka o carze Sałtanie Nikołaja Rimskiego-Korsakowa[1]